# Кьелсберг, Бетзи
Бетзи Александра Кьельсберг (урожденная Бёрресен, 1 ноября 1866, Свельвик, Эстланд — 3 октября 1950, Берген) — норвежская активистка за права женщин, суфражистка и участница феминистского движения. Она была политиком Либеральной партии и первой женщиной-членом правления партии.

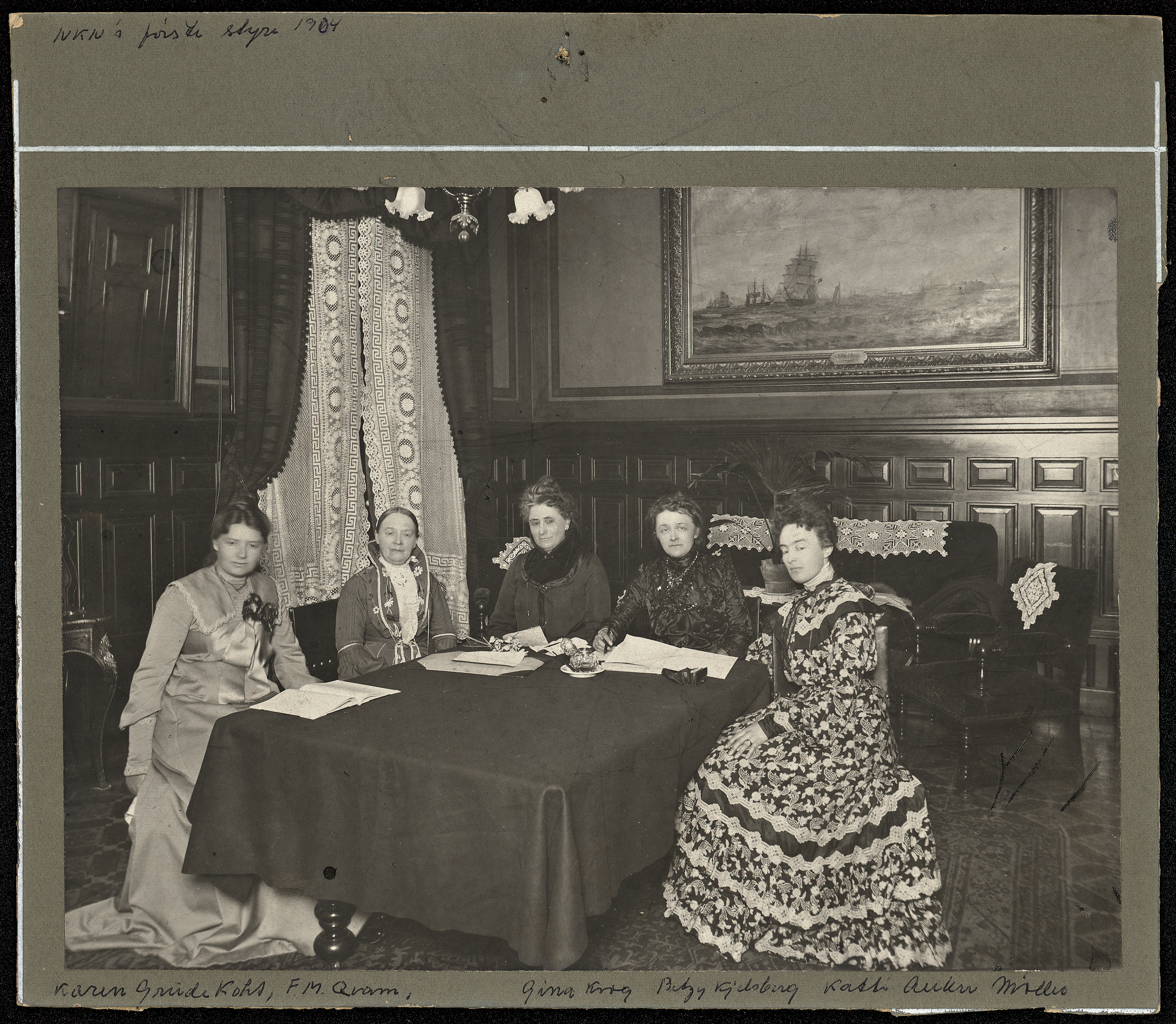
Члены правления Норвежского национального женского совета в 1904 году: Карен Груде Кохт, Фредрикке Мари Квам, Джина Крог, Бетзи Кьелсберг и Катти Анкер Мёллер

## Биография
Бетзи Александра Бёрресен родилась в Свелвике в Вестфолле, Норвегия. Она была дочерью норвежца Тора Бёрресена (1816-72) и шотландки Джесси МакГлашан (1842—1915). После смерти отца семья переехала в Драммен, где мать Бетзи вышла замуж за купца Антона Энгера. Однако ему пришлось закрыть свой магазин, и семья была вынуждена переехать в Христианию (современный Осло). Живя там, она работала над получением examen artium (сертификата для вступительного экзамена в университет), став одной из первых женщин в Норвегии, сделавших это, но так и не получила его из-за плохого финансового положения своего отчима.
В 1883 году она вместе с Сесилией Торесен Крог стала соучредительницей дискуссионной группы Skuld. Кьельсберг создала ассоциации: Женская торговая организация (Kvinnelig Handelsstands forening) в 1894 году, Женская ассоциация Драммена (Drammen Kvinnesaksforening) в 1896 году, с собственной школой домохозяек, Общественное здравоохранение Драммена (1899 год) и Женский совет Драммена (1903 год). Она была соучредительницей Норвежской ассоциации за права женщин (1884 год) и Национальной ассоциации избирательного права женщин (1885 год), которые работали над предоставлением женщинам права голоса.
Норвежский национальный женский совет (Norske Kvinners Nasjonalråd) был основан в 1904 году как головная организация для различных норвежских женских ассоциаций. Она была членом организации вместе с другими правозащитницами — Карен Груде Кохт, Фредрикке Мари Квам, Джиной Крог и Катти Анкер Мёллер. С 1916 года она занимала пост председателя организации.
В 1905 году Кьельсберг была избрана в городской совет Драммена, где проработала два срока. В 1910 году она стала первой в Норвегии женщиной-инспектором фабрики — эту должность она занимала до 1936 года. В 1921—1934 годах Кьельсберг была представительницей норвежского правительства на заседаниях Международной организации труда в Женеве. В 1926—1938 годах она была вице-президентом Международного совета женщин.

## Почести
- В 1916 году Кьельсберг была награждена золотой Королевской медалью за заслуги (Kongens fortjenstmedalje)[9].
- В 1935 году она была назначена кавалером 1-й степени ордена Святого Олафа[10].

## Личная жизнь
В 1885 году Кьельсберг вышла замуж за юриста Олуфа Фредрика Кьельсберга (1861—1923), от которого у неё было шестеро детей. Она стала прабабушкой Сива Йенсена, лидера Норвежской партии прогресса.

## Наследие
Бетси Кьельсберг умерла в 1950 году в Бергене. Она была похоронена на Спасском кладбище в Осло. Три улицы Норвергии названы в её честь - в Осло, в Драммене и в Ставангере. Её статуя стоит в Осло на воротах Маркуса Трайнса (кольцо 2).